# Дубельно (Свецький повіт)
Дубельно (пол. Dubielno) — село в Польщі, у гміні Єжево Свецького повіту Куявсько-Поморського воєводства.
Населення — 176 осіб (2011).
У 1975-1998 роках село належало до Бидгощського воєводства.

## Демографія
Демографічна структура станом на 31 березня 2011 року:
|          | Загалом | Допрацездатний вік | Працездатний вік | Постпрацездатний вік |
| -------- | ------- | ------------------ | ---------------- | -------------------- |
| Чоловіки | 87      | 20                 | 55               | 12                   |
| Жінки    | 89      | 24                 | 50               | 15                   |
| Разом    | 176     | 44                 | 105              | 27                   |